# Ivar Jakobsen
Ivar Bo Jakobsen (nascido em 5 de janeiro de 1954) é um ex-ciclista dinamarquês que participava em competições de ciclismo de pista. Durante os Jogos Olímpicos de 1976 em Montreal, Jakobsen competiu na prova de perseguição por equipes e terminou em décimo terceiro.